# Nsang
Nsang es una población de Guinea Ecuatorial. La localidad se localiza en la provincia de Kié-Ntem y tiene una población estimada de 10 228 habitantes.